# 丸大 (岡山県)
株式会社丸大（まるだい、英文社名：Marudai Co.,Ltd.）は、岡山県新見市に本社を置くスーパーマーケットチェーンである。シーエムシー加盟企業。

## 沿革
- 1957年（昭和32年）6月 - セルフサービス方式の食料品店を営業開始。

## 店舗
- プラザ店 - 新見市高尾2447-1
- 中町店 - 新見市新見831
- ショールーム（ギフトショップ） - 新見市新見829

### かつて存在した店舗
- 中仙道店 - 岡山市
- 円山店 - 岡山市北区円山78：跡地には「ザ・大黒天」（大黒天物産）と「晴れの国市場」が入居していたが撤退し、替わって犬の服メーカーであるアルク・ロースの岡山オフィスが入居している。